# Uganda zászlaja
A zászló színei az Ugandai Népi Kongresszus zászlajáról származnak (ez a párt nyert az első választásokon). A fekete szín képviseli Afrika népét, a sárga a napfényt, a vörös a testvériséget. A koronásdaru (Balearica pavonina) Uganda szimbóluma, amely már a 20. század elején megjelent a gyarmat pecsétjén.